# Mark Harris (labdarúgó)
Thomas Mark Harris (Swansea, 1998. december 29. –) walesi válogatott labdarúgó, a Cardiff City játékosa.

## Pályafutása

### Klubcsapatokban
2006-ban csatlakozott a Cardiff City akadémiájához, majd 2016 decemberében aláírta első profi szerződését a klubbal. 2017. január 8-án a Fulham ellen debütált a kupában Greg Halford cseréjeként. Április 22-én a bajnokságban is bemutatkozott a Wigan Athletic elleni 0–0-s döntetlennel záruló találkozón. 2018. augusztus 2-án a negyedosztályú Newport County vette kölcsön hat hónapra. Augusztus 11-én a Crewe Alexandra ellen debütált. Egy héttel később az Exeter City ellen megszerezte első gólját. A klub szerette volna meghosszabbítani a kölcsön szerződését, de ez nem sikerült.
2019. január 23-án a szezon hátralévő részére kölcsönben a Port Vale csapatában lépett pályára. Kevés játéklehetőség miatt hamarabb visszatért nevelő klubjához.  Június 24-én a Wrexham szerződtette kölcsönben. Augusztus 6-án második bajnoki mérkőzésén megszerezte az első gólját a klubban a Boreham Wood ellen. A következő két bajnokin egy-egy gólt szerzett a Dover Athletic és a Halifax Town ellen. Dean Keates irányitása alatt elvesztette helyét a kezdő csapatban, majd 2020. január 7-én felbontották a szerződését.
2020. október 31-én lépett ezt követően pályára a Cardiff színeiben a bajnokságban a Queens Park Rangers ellen. November 28-án megszerezte az első bajnoki gólját a klubban a Luton Town ellen 4–0-ra megnyert találkozón.

### A válogatottban
Többszörös korosztályos válogatott. 2021 augusztusában kapott először meghívót a felnőtt válogatottba. Szeptember 5-én Fehéroroszország elleni 2022-es labdarúgó-világbajnokság-selejtező mérkőzésen mutatkozott be az 57. percben Rubin Colwill cseréjeként Bekerült a 2022-es labdarúgó-világbajnokságon résztvevő keretbe.